# Albo d'oro del doppio maschile dell'US Open
Nella tabella sottostante sono riportati i risultati delle finali del doppio maschile del torneo US Open di tennis.
| Anno | Vincitori                                        | Finalisti                                  | Punteggio                     |
| 1881 | Clarence Clark Frederick Taylor                  | Arthur Newbold Alexander van Rensselaer    | 6–5, 6–4, 6–5                 |
| 1882 | James Dwight (1) Richard Sears (1)               | Crawford Nightingale George Smith          | 6–2, 6–4, 6–4                 |
| 1883 | James Dwight (2) Richard Sears (2)               | Arthur Newbold Alexander van Rensselaer    | 6–0, 6–2, 6–2                 |
| 1884 | James Dwight (3) Richard Sears (3)               | Arthur Newbold Alexander van Rensselaer    | 6–4, 6–1, 8–10, 6–4           |
| 1885 | Joseph Clark Richard Sears (4)                   | Percy Knapp Henry Slocum                   | 6–3, 6–0, 6–2                 |
| 1886 | James Dwight (4) Richard Sears (5)               | Godfrey Binley Howard Taylor               | 7–5, 5–7, 7–5, 6–4            |
| 1887 | James Dwight (5) Richard Sears (6)               | Henry Slocum Howard Taylor                 | 6–4, 3–6, 2–6, 6–3, 6–3       |
| 1888 | Oliver Campbell (1) Valentine Hall (1)           | Clarence Hobart Edward MacMullen           | 6–4, 6–2, 6–2                 |
| 1889 | Henry Slocum Howard Taylor                       | Oliver Campbell Valentine Hall             | 6–1, 6–3, 6–2                 |
| 1890 | Valentine Hall (2) Clarence Hobart (1)           | Charles Carver John Ryerson                | 6–3, 4–6, 6–2, 2–6, 6–3       |
| 1891 | Oliver Campbell (2) Bob Huntington (1)           | Valentine Hall Clarence Hobart             | 6–3, 6–4, 8–6                 |
| 1892 | Oliver Campbell (3) Bob Huntington (2)           | Edward Hall Valentine Hall                 | 6–4, 6–2, 4–6, 6–3            |
| 1893 | Clarence Hobart (2) Frederick Hovey (1)          | Oliver Campbell Bob Huntington             | 6–3, 6–4, 4–6, 6–2            |
| 1894 | Clarence Hobart (3) Frederick Hovey (2)          | Carr Neel Sam Neel                         | 6–3, 8–6, 6–1                 |
| 1895 | Malcolm Chace Robert Wrenn                       | Clarence Hobart Frederick Hovey            | 7–5, 6–1, 8–6                 |
| 1896 | Carr Neel Samuel Neel                            | Malcolm Chace Robert Wrenn                 | 6–3, 1–6, 6–1, 3–6, 6–1       |
| 1897 | Gordon Sheldon (1) Leo Ware (1)                  | Harold Mahony Harold Nisbet                | 11–13, 6–2, 9–7, 1–6, 6–1     |
| 1898 | Gordon Sheldon (2) Leo Ware (2)                  | Dwight Davis Holcombe Ward                 | 1–6, 7–5, 6–4, 4–6, 7–5       |
| 1899 | Dwight Davis (1) Holcombe Ward (1)               | George Sheldon Leo Ware                    | 6–4, 6–4, 6–3                 |
| 1900 | Dwight Davis (2) Holcombe Ward (2)               | Fred Alexander Raymond Little              | 6–4, 9–7, 12–10               |
| 1901 | Dwight Davis (3) Holcombe Ward (3)               | Leo Ware Beals Wright                      | 6–3, 9–7, 6–1                 |
| 1902 | Laurie Doherty (1) Reggie Doherty (1)            | Dwight Davis Holcombe Ward                 | 11–9, 12–10, 6–4              |
| 1903 | Laurie Doherty (2) Reggie Doherty (2)            | Kreigh Collins Harry Wainder               | 7–5, 6–3, 6–3                 |
| 1904 | Holcombe Ward (4) Beals Wright (1)               | Kreigh Collins Raymond Little              | 1–6, 6–2, 3–6, 6–4, 6–1       |
| 1905 | Holcombe Ward (5) Beals Wright (2)               | Fred Alexander Harold Hackett              | 6–4, 6–4, 6–1                 |
| 1906 | Holcombe Ward (6) Beals Wright (3)               | Fred Alexander Harold Hackett              | 6–3, 3–6, 6–3, 6–3            |
| 1907 | Fred Alexander (1) Harold Hackett (1)            | Bryan M. Grant Nat Thornton                | 6–2, 6–1, 6–1                 |
| 1908 | Fred Alexander (2) Harold Hackett (2)            | Raymond Little Beals Wright                | 6–1, 7–5, 6–2                 |
| 1909 | Fred Alexander (3) Harold Hackett (3)            | George Janes Maurice McLoughlin            | 6–4, 6–4, 6–0                 |
| 1910 | Fred Alexander (4) Harold Hackett (4)            | Tom Bundy Trowridge Hendrick               | 6–1, 8–6, 6–3                 |
| 1911 | Raymond Little Gustav Touchard                   | Fred Alexander Harold Hackett              | 7–5, 13–15 6–2, 6–4           |
| 1912 | Tom Bundy (1) Maurice McLoughlin (1)             | Raymond Little Gustave Touchard            | 3–6, 6–2, 6–1, 7–5            |
| 1913 | Tom Bundy (2) Maurice McLoughlin (2)             | Clarence Griffin John Strachan             | 6–4, 7–5, 6–1                 |
| 1914 | Tom Bundy (3) Maurice McLoughlin (3)             | George Church Dean Mathey                  | 6–4, 6–2, 6–4                 |
| 1915 | Clarence Griffin (1) Bill Johnston (1)           | Tom Bundy Maurice McLoughlin               | 2–6, 6–3, 6–4, 3–6, 6–3       |
| 1916 | Clarence Griffin (2) Bill Johnston (2)           | Ward Dawson Maurice McLoughlin             | 6–4, 6–3, 5–7, 6–3            |
| 1917 | Fred Alexander Harold Throckmorton               | Harry Johnson Irving Wright                | 11–9, 6–4, 6–4                |
| 1918 | Vincent Richards (1) Bill Tilden (1)             | Fred Alexander Beals Wright                | 6–3, 6–4, 3–6, 2–6, 6–2       |
| 1919 | Norman Brookes Gerald Patterson                  | Vincent Richards Bill Tilden               | 8–6, 6–3, 4–6, 4–6, 6–2       |
| 1920 | Clarence Griffin (3) Bill Johnston (3)           | Willis Davis Roland Roberts                | 6–2, 6–2, 6–3                 |
| 1921 | Vincent Richards (2) Bill Tilden (2)             | Watson Washburn Richard Norris Williams    | 13–11, 12–10, 6–1             |
| 1922 | Vincent Richards (3) Bill Tilden (3)             | Pat O'Hara Wood Gerald Patterson           | 4–6, 6–1, 6–3, 6–4            |
| 1923 | Brian Norton Bill Tilden (4)                     | Richard Norris Williams Watson Washburn    | 3–6, 6–2, 6–3, 5–7, 6–2       |
| 1924 | Howard Kinsey Robert Kinsey                      | Pat O'Hara Wood Gerald Patterson           | 7–5, 5–7, 7–9, 6–3, 6–4       |
| 1925 | Richard Norris Williams (1) Vincent Richards (1) | John Hawkes Gerald Patterson               | 6–2, 8–10, 6–4, 11–9          |
| 1926 | Richard Norris Williams (2) Vincent Richards (2) | Alfred Chapin Bill Tilden                  | 6–4, 6–8, 11–9, 6–3           |
| 1927 | Frank Hunter Bill Tilden (5)                     | William Johnston Richard Norris Williams   | 10–8, 6–3, 6–3                |
| 1928 | John Hennessey George Lott (1)                   | John Hawkes Gerald Patterson               | 6–2, 6–1, 6–2                 |
| 1929 | John Doeg (1) George Lott (2)                    | Berkeley Bell Lewis White                  | 10–8, 1–6, 1–4, 6–1           |
| 1930 | John Doeg (2) George Lott (3)                    | Wilmer Allison John Van Ryn                | 8–6, 6–3, 3–6, 13–15, 6–4     |
| 1931 | Wilmer Allison (1) John Van Ryn (1)              | Berkeley Bell Gregory Mangin               | 6–4, 6–3, 6–2                 |
| 1932 | Keith Gledhill Ellsworth Vines                   | Wilmer Allison John Van Ryn                | 6–4, 6–3, 6–2                 |
| 1933 | George Lott (4) Lester Stoefen (1)               | Frank Parker Francis Shields               | 11–13, 9–7, 9–7, 6–3          |
| 1934 | George Lott (5) Lester Stoefen (2)               | Wilmer Allison John Van Ryn                | 6–4, 9–7, 3–6, 6–4            |
| 1935 | Wilmer Allison (2) John Van Ryn (2)              | Don Budge Gene Mako                        | 6–2, 6–3, 2–6, 3–6, 6–1       |
| 1936 | Don Budge (1) Gene Mako (1)                      | Wilmer Allison John Van Ryn                | 6–4, 6–2, 6–4                 |
| 1937 | Henner Henkel Gottfried von Cramm                | Don Budge Gene Mako                        | 6–4, 7–5, 6–4                 |
| 1938 | Don Budge (2) Gene Mako (2)                      | John Bromwich Adrian Quist                 | 6–3, 6–2, 6–1                 |
| 1939 | John Bromwich Adrian Quist                       | Jack Crawford Harry Hopman                 | 8–6, 6–1, 6–4                 |
| 1940 | Jack Kramer (1) Ted Schroeder (1)                | Gardnar Mulloy Henry Prussoff              | 6–4, 8–6, 9–7                 |
| 1941 | Jack Kramer (2) Ted Schroeder (2)                | Gardnar Mulloy Wayne Sabin                 | 9–7, 6–4, 6–2                 |
| 1942 | Gardnar Mulloy (1) Bill Talbert (1)              | Ted Schroeder Sidney Wood                  | 9–7, 7–5, 6–1                 |
| 1943 | Jack Kramer (3) Frank Parker                     | David Freeman Bill Talbert                 | 6–2, 6–4, 6–4                 |
| 1944 | Don McNeill Bob Falkenburg                       | Pancho Segura Bill Talbert                 | 7–5, 6–4, 3–6, 6–1            |
| 1945 | Gardnar Mulloy (2) Bill Talbert (2)              | Bob Falkenburg Jack Tuero                  | 12–10, 8–10, 12–10, 6–2       |
| 1946 | Gardnar Mulloy (3) Bill Talbert (3)              | Frank Guernsey Don McNeill                 | 3–6, 6–4, 2–6, 6–3, 20–18     |
| 1947 | Jack Kramer (4) Ted Schroeder (3)                | Bill Sidwell Bill Talbert                  | 6–4, 7–5, 6–3                 |
| 1948 | Gardnar Mulloy (4) Bill Talbert (4)              | Frank Parker Ted Schroeder                 | 1–6, 9–7, 6–3, 3–6, 9–7       |
| 1949 | John Bromwich (1) Bill Sidwell                   | Frank Sedgman George Worthington           | 6–4, 6–0, 6–1                 |
| 1950 | John Bromwich (2) Frank Sedgman (1)              | Gardnar Mulloy Bill Talbert                | 7–5, 8–6, 3–6, 6–1            |
| 1951 | Ken McGregor Frank Sedgman (2)                   | Don Candy Mervyn Rose                      | 10–8, 6–4, 4–6, 7–5           |
| 1952 | Mervyn Rose (1) Vic Seixas (1)                   | Ken McGregor Frank Sedgman                 | 3–6, 10–8, 10–8, 6–8, 8–6     |
| 1953 | Rex Hartwig Mervyn Rose (2)                      | Gardnar Mulloy Bill Talbert                | 6–4, 4–6, 6–2, 6–4            |
| 1954 | Vic Seixas (2) Tony Trabert                      | Lewis Hoad Ken Rosewall                    | 3–6, 6–4, 8–6, 6–3            |
| 1955 | Kosei Kamo Atsushi Miyagi                        | Gerald Moss Bill Quillan                   | 6–3, 6–3, 3–6, 1–6, 6–4       |
| 1956 | Lew Hoad Ken Rosewall                            | Hamilton Richardson Vic Seixas             | 6–2, 6–2, 3–6, 6–4            |
| 1957 | Ashley Cooper Neale Fraser (1)                   | Gardnar Mulloy Budge Patty                 | 4–6, 6–3, 9–7, 6–3            |
| 1958 | Alex Olmedo Hamilton Richardson                  | Sam Giammalva Barry MacKay                 | 3–6, 6–3, 6–4, 6–4            |
| 1959 | Roy Emerson (1) Neale Fraser (2)                 | Earl Buchholz Alex Olmedo                  | 3–6, 6–3, 5–7, 6–4, 7–5       |
| 1960 | Roy Emerson (2) Neale Fraser (3)                 | Rod Laver Bob Mark                         | 9–7, 6–2, 6–4                 |
| 1961 | Chuck McKinley (1) Dennis Ralston (1)            | Rafael Osuna Antonio Palafox               | 6–3, 6–4, 2–6, 13–11          |
| 1962 | Rafael Osuna Antonio Palafox                     | Chuck McKinley Dennis Ralston              | 6–4, 10–12, 1–6, 9–7, 6–3     |
| 1963 | Chuck McKinley (2) Dennis Ralston (2)            | Rafael Osuna Antonio Palafox               | 9–7, 4–6, 5–7, 6–3, 11–9      |
| 1964 | Chuck McKinley (3) Dennis Ralston (3)            | Mike Sangster Graham Stilwell              | 6–3, 6–2, 6–4                 |
| 1965 | Roy Emerson (3) Fred Stolle (1)                  | Frank Froehling Charles Pasarell           | 6–4, 10–12, 7–5, 6–3          |
| 1966 | Roy Emerson (4) Fred Stolle (2)                  | Clark Graebner Dennis Ralston              | 6–4, 6–4, 6–4                 |
| 1967 | John Newcombe (1) Tony Roche                     | William Bowrey Owen Davidson               | 6–8, 9–7, 6–3, 6–3            |
| 1968 | Bob Lutz (1) Stan Smith (1)                      | Arthur Ashe Andrés Gimeno                  | 11–9, 6–1, 7–5                |
| 1969 | Ken Rosewall Fred Stolle (3)                     | Charles Pasarell Dennis Ralston            | 2–6, 7–5, 13–11, 6–3          |
| 1970 | Pierre Barthes Niki Pilic                        | Roy Emerson Rod Laver                      | 6–3, 7–6, 4–6, 7–6            |
| 1971 | John Newcombe (2) Roger Taylor (1)               | Stan Smith Erik Van Dillen                 | 6–7, 6–3, 7–6, 4–6, 7–6       |
| 1972 | Cliff Drysdale Roger Taylor (2)                  | Owen Davidson John Newcombe                | 6–4, 7–6, 6–3                 |
| 1973 | Owen Davidson John Newcombe (3)                  | Rod Laver Ken Rosewall                     | 7–5, 2–6, 7–5, 7–5            |
| 1974 | Bob Lutz (2) Stan Smith (2)                      | Patricio Cornejo Jaime Fillol              | 6–3, 6–3                      |
| 1975 | Jimmy Connors Ilie Năstase                       | Tom Okker Marty Riessen                    | 6–4, 7–6                      |
| 1976 | Tom Okker Marty Riessen                          | Paul Kronk Cliff Letcher                   | 6–4, 6–0                      |
| 1977 | Bob Hewitt Frew McMillan                         | Brian Gottfried Raúl Ramírez               | 6–4, 6–0                      |
| 1978 | Bob Lutz (3) Stan Smith (3)                      | Marty Riessen Sherwood Stewart             | 1–6, 7–5, 6–3                 |
| 1979 | Peter Fleming (1) John McEnroe (1)               | Bob Lutz Stan Smith                        | 6–2, 6–4                      |
| 1980 | Bob Lutz (4) Stan Smith (4)                      | Peter Fleming John McEnroe                 | 7–6, 3–6, 6–1, 3–6, 6–3       |
| 1981 | Peter Fleming (2) John McEnroe (2)               | Heinz Günthardt Peter McNamara             | walkower                      |
| 1982 | Kevin Curren Steve Denton                        | Victor Amaya Hank Pfister                  | 6–2, 6(4)–7, 5–7, 6–2, 6–4    |
| 1983 | Peter Fleming (3) John McEnroe (3)               | Fritz Buehning Van Winitsky                | 6–3, 6–4, 6–2                 |
| 1984 | John Fitzgerald (1) Tomáš Šmíd                   | Stefan Edberg Anders Järryd                | 7–6(5), 6–3, 6–3              |
| 1985 | Ken Flach (1) Robert Seguso                      | Henri Leconte Yannick Noah                 | 6(5)–7, 7–6(1), 7–6(6), 6–0   |
| 1986 | Andrés Gómez Slobodan Živojinović                | Joakim Nyström Mats Wilander               | 4–6, 6–3, 6–3, 4–6, 6–3       |
| 1987 | Stefan Edberg Anders Järryd (1)                  | Ken Flach Robert Seguso                    | 7–6(1), 6–2, 4–6, 5–7, 7–6(2) |
| 1988 | Sergio Casal Emilio Sánchez                      | Rick Leach Jim Pugh                        | walkower                      |
| 1989 | John McEnroe (4) Mark Woodforde (1)              | Ken Flach Robert Seguso                    | 6–4, 4–6, 6–3, 6–3            |
| 1990 | Pieter Aldrich Danie Visser                      | Paul Annacone David Wheaton                | 6–2, 7–6(3), 6–2              |
| 1991 | John Fitzgerald (2) Anders Järryd (2)            | Scott Davis David Pate                     | 6–3, 3–6, 6–3, 6–3            |
| 1992 | Jim Grabb Richey Reneberg                        | Kelly Jones Rick Leach                     | 3–6, 7–6(2), 6–3, 6–3         |
| 1993 | Ken Flach (2) Rick Leach                         | Martin Damm Karel Nováček                  | 6(3)–7, 6–4, 6–2              |
| 1994 | Jacco Eltingh Paul Haarhuis                      | Todd Woodbridge Mark Woodforde             | 6–3, 7–6(1)                   |
| 1995 | Todd Woodbridge (1) Mark Woodforde (2)           | Alex O'Brien Sandon Stolle                 | 6–3, 6–3                      |
| 1996 | Todd Woodbridge (2) Mark Woodforde (3)           | Jacco Eltingh Paul Haarhuis                | 4–6, 7–6(5), 7–6(2)           |
| 1997 | Evgenij Kafel'nikov Daniel Vacek                 | Jonas Björkman Nicklas Kulti               | 7–6(8), 6–3                   |
| 1998 | Sandon Stolle Cyril Suk                          | Mark Knowles Daniel Nestor                 | 4–6, 7–6(8), 6–2              |
| 1999 | Sébastien Lareau Alex O'Brien                    | Mahesh Bhupathi Leander Paes               | 7–6(7), 6–4                   |
| 2000 | Lleyton Hewitt Maks Mirny (1)                    | Ellis Ferreira Rick Leach                  | 6–4, 5–7, 7–6(5)              |
| 2001 | Wayne Black Kevin Ullyett                        | Donald Johnson Jared Palmer                | 7–6(9), 6–2, 6–3              |
| 2002 | Mahesh Bhupathi Maks Mirny (2)                   | Jiří Novák Radek Štěpánek                  | 6–3, 3–6, 6–4                 |
| 2003 | Jonas Björkman Todd Woodbridge (3)               | Bob Bryan Mike Bryan                       | 5–7, 6–0, 7–5                 |
| 2004 | Mark Knowles Daniel Nestor                       | Leander Paes David Rikl                    | 6–3, 6–3                      |
| 2005 | Bob Bryan (1) Mike Bryan (1)                     | Jonas Björkman Maks Mirny                  | 6–1, 6–4                      |
| 2006 | Martin Damm Leander Paes (1)                     | Jonas Björkman Maks Mirny                  | 6(5)–7, 6–4, 6–3              |
| 2007 | Simon Aspelin Julian Knowle                      | Lukáš Dlouhý Pavel Vízner                  | 7–5, 6–4                      |
| 2008 | Bob Bryan (2) Mike Bryan (2)                     | Lukáš Dlouhý Leander Paes                  | 7–6(5), 7–6(10)               |
| 2009 | Lukáš Dlouhý Leander Paes                        | Mahesh Bhupathi Mark Knowles               | 3–6, 6–3, 6–2                 |
| 2010 | Bob Bryan (3) Mike Bryan (3)                     | Rohan Bopanna Aisam-ul-Haq Qureshi         | 7–6(5), 7–6(4)                |
| 2011 | Jürgen Melzer Philipp Petzschner                 | Mariusz Fyrstenberg Marcin Matkowski       | 6–2, 6–2                      |
| 2012 | Bob Bryan (4) Mike Bryan (4)                     | Leander Paes Radek Štěpánek                | 6–3, 6–4                      |
| 2013 | Leander Paes (2) Radek Štěpánek                  | Alexander Peya Bruno Soares                | 6–1, 6–3                      |
| 2014 | Bob Bryan (5) Mike Bryan (5)                     | Marcel Granollers Marc López               | 6–3, 6–4                      |
| 2015 | Pierre-Hugues Herbert Nicolas Mahut              | Jamie Murray John Peers                    | 6–4, 6–4                      |
| 2016 | Jamie Murray Bruno Soares                        | Pablo Carreño Busta Guillermo García López | 6–2, 6–3                      |
| 2017 | Jean-Julien Rojer Horia Tecău                    | Feliciano López Marc López                 | 6–4, 6–3                      |
| 2018 | Mike Bryan (6) Jack Sock                         | Łukasz Kubot Marcelo Melo                  | 6–3, 6–1                      |
| 2019 | Juan Sebastián Cabal Robert Farah                | Marcel Granollers Horacio Zeballos         | 6–4, 7–5                      |
| 2020 | Mate Pavić Bruno Soares                          | Wesley Koolhof Nikola Mektić               | 7–5, 6–3                      |
| 2021 | Rajeev Ram (1) Joe Salisbury (1)                 | Jamie Murray Bruno Soares                  | 3–6, 6–2, 6–2                 |
| 2022 | Rajeev Ram (2) Joe Salisbury (2)                 | Wesley Koolhof Neal Skupski                | 7–6(4), 7–5                   |
| 2023 | Rajeev Ram (3) Joe Salisbury (3)                 | Rohan Bopanna Matthew Ebden                | 2–6, 6–3, 6–4                 |
| 2024 | Max Purcell Jordan Thompson                      | Kevin Krawietz Tim Pütz                    | 6–4, 7–6(4)                   |